# Метафосфаты
Метафосфаты — соли метафосфорной кислоты. В простейшей формуле кислотный остаток PO3-; действительный же состав её молекул выражается формулой (PO3-)n, где n = 2, 3,4,5 и т.д.

### Неорганические
Имеют общую формулу Me(PO3)n, где Me — металл, n = обычно 2 или 3, например:
- метафосфат марганца(III) — Mn(PO3)3
- метафосфат неодима(III) — Nd(PO3)3
- метафосфат олова(II) — Sn(PO3)2

### Органические
Представляют собой сложные эфиры циклических метафосфорных кислот. Общая формула (ROPO2)n, где R — алкил или арил, n — обычно 3 или 4 (формулы I и II соответственно). В природе не встречаются.